# Жозеф Нюттен
Жозеф Ремі Нюттен (фр. Joseph Remi Nuttin; 7 листопада 1909, Звевегем — 23 грудня 1988) — бельгійський психолог, автор теорії мотивації у цілісній структурі поведінки людини та теорії часової перспективи особистості.

## Біографія
Нюттен народився в Звевегемі в Бельгії 7 листопада 1909 р.
Він вивчав філософію і психологію в Левені та теологію в Брюгге. В 1941 р. здобув ступінь доктора філософії і відтоді став керівником Центра досліджень мотивації та часової перспективи (Левен).
Нюттен був професором Левенського університету (1946—1980), президентом Психологічного інституту Левенського університету, професором Канзаського університету, а також читав лекції у багатьох інших університетах Європи та Америки. У Бельгії він розробив першу повну програму з психології (Левен, 1944) і став першим деканом незалежного Факультету психології та освітніх наук (1968).
Він був співзасновником бельгійського Психологічного товариства та журналу 'Psychologica Belgica' (1954), членом Центру передових досліджень наук про поведінку (Стенфорд), президентом Міжнародної спілки психологічної науки (1872—1976). Багато його лабораторних колег стали університетськими професорами в різних країнах. В 1975 р. Нюттен нагороджений премією за досягнення в науках про поведінку.
Нюттен розробив глибоку та емпірично обґрунтовану теорію формування, будови та функціонування людської мотивації у цілісній структурі поведінки, приймаючи як базову одиницю аналізу нерозривний функціональний зв'язок індивід-середовище. В 1980-х роках Нюттен зробив великий внесок у розробку проблем часової перспективи особистості. Розроблений ним метод мотиваційної індукції належить до числа найбільш популярних методів діагностики мотивів. Він автор 15 книг нідерландською, французькою та англійською мовами.
За кілька років до смерті він вирішив пожертвувати частину своїх заощаджень для заохочення фундаментальних досліджень у психології, створивши спеціальний фонд.
Помер Нюттен 23 грудня 1988 р.

## Концепція «духовної людини»
Концепция спирається на одну з основних ідей — взаємодію індивіда з середовищем. Оптимальний стан цієї взаємодії — рівновага, до досягнення якої людина постійно прагне. Основною рушійною силою такого прагнення є мотивація — безперервна активна селективність, що визначає стійкість і спрямованість поведінки і забезпечує досягнення мети.
Всі  потреби, які розуміються як «паттерни» зв'язків суб'єкта з навколишнім світом і як динамічний аспект особистісного способу існування та поведінки у світі, класифікуються за трьома рівнями психічного життя: психофізичний (потреба життєвого розгортання та біологічного контакту); психосоціальний (потреба розгортання особистості та психосоціального контакту); екзистенціальний (потреба екзистенціальної підтримки та універсальної інтеграції). У категорії «потреба» дуже важливим є часовий вимір, тому що його реалізація припускає здійснення деякого поведінкового майбутнього.
У структурі особистості автор виділяє дві підструктури: інтимну та соціальну, інтеграція яких визначає гармонійність «Я». Розвиток особистості полягає в прогресивній інтеграції, що переборює конфлікти. Людина має вроджені людські можливості, в процесі навчання створюються лише форми їхнього вираження.

## Вибрані праці
- Nuttin J. Psychoanalysis and personality. A dynamic theory of normal personality: Transl. — N. Y.: Sheed & Ward, 1953. — 310 p.
- Nuttin J. Tâche, réussite et échec: théorie de la conduite humaine. — 2-me ed. — Leuven: Publications Universitaires de Leuven, 1961. — 530 p.
- Nuttin J. Psychanalyse et conception spiritualiste de l'homme: 3e ed. rev. et augm. — Leuven: Publications Universitaires de Leuven, 1962. — 367 p.
- Nuttin J. La structure de la personnalité. — 2-me ed. — Paris: Press Universitaires de France, 1968. — 269 p. ISBN 9782130390336
- Nuttin J. Motivation, planning, and action. A relational theory of behavior dynamics: Transl. — Leuven: Leuven University Press; Hills. (NJ): Erlbaum, 1984. — 251 p. ISBN 978-9061861546
- Nuttin J., Lens W. Future time perspective and motivation: theory and research method. — Leuven: Leuven University Press, 1985. — 235 c. ISBN 9789061861720